# Bloomingdale (Illinois)
Pour les articles homonymes, voir Bloomingdale.
Bloomingdale est un village du comté de DuPage dans l'Illinois, aux États-Unis,. Le village est incorporé le 8 octobre 1923. Addison est situé au nord du comté et à l'ouest de l'aéroport international O'Hare de Chicago.

## Histoire
Bloomingdale est l'un des premiers villages établis dans ce qui est aujourd'hui le comté de DuPage. La famille Meacham s'y installe en 1833 et, à la fin de l'année suivante, 12 à 15 familles s'installent dans la localité. Elle s'appelait à l'origine Meacham's Grove. En 1923, le village est divisé et la partie nord est incorporée sous le nom de Roselle.

## Démographie
Lors du recensement de 2010, le village comptait une population de 22 018 habitants. Elle est estimée, en 2016, à 22 016 habitants.

## Source de la traduction
- (en) Cet article est partiellement ou en totalité issu de l’article de Wikipédia en anglais intitulé « Bloomingdale, Illinois » (voir la liste des auteurs).